# Margaretta Forten
Margaretta Forten (Filadelfia, 11 settembre 1806 – Filadelfia, 14 gennaio 1875) è stata un'attivista, suffragetta e abolizionista statunitense.

## Biografia
Margaretta Forten nacque a Filadelfia, Pennsylvania, l'11 settembre 1806. I suoi genitori, Charlotte Vandine Forten e James Forten, erano abolizionisti e suo padre fondò l'American Moral Reform Society.
Poiché le donne erano escluse dalla American Anti-Slavery Society, Forten, con la madre Charlotte e le sorelle Sarah e Harriet, co-fondò la Philadelphia Female Anti-Slavery Society con altre dieci donne nel 1833. L'obiettivo di questa nuova società era di includere le donne nell'attivismo per l'abolizione della schiavitù, e "di elevare le persone di colore dalla loro attuale situazione degradata al pieno godimento dei loro diritti e ad una maggiore utilità nella società" (Brown, 145)
La Forten spesso serviva come segretaria di registrazione o tesoriera della Società, oltre a contribuire a redigere la sua carta organizzativa e a servire nel suo comitato educativo. Offrì l'ultima risoluzione della Società, che elogiava gli emendamenti del dopoguerra civile come un successo per la causa contro la schiavitù.
La Società si distinse all'epoca come la prima del suo genere negli Stati Uniti ad essere interrazziale. Anche se la Società era prevalentemente bianca, la storica Janice Sumler-Lewis sostiene che gli sforzi delle donne Forten nei suoi uffici chiave le permisero di riflettere una prospettiva abolizionista nera che spesso era più militante.
La Forten fece tournée e tenne discorsi a favore del suffragio femminile, oltre ad aiutare le petizioni per la causa. Lavorò anche come insegnante, insegnando in una scuola gestita da Sarah Mapps Douglass nel 1840, e aprendo la propria scuola nel 1850.

## Anni successivi e morte
Non essendosi mai sposata, la Forten tornò nella sua casa d'infanzia a Filadelfia dopo la morte di suo padre. Continuò a risiedere lì fino alla sua morte, avvenuta per polmonite all'età di 68 anni a Filadelfia il 14 gennaio 1875. È sepolta nel cimitero di Saint James the Less Episcopal a Filadelfia.